# آنتونی سوله
آنتونی سوله (اسپانیایی: Antoni Sole‎؛ زادهٔ ۱۲ ژانویهٔ ۱۹۷۴) یک کارگردان فیلم، هنرمند، و نویسنده اهل اسپانیا است.
از فیلم‌ها یا مجموعه‌های تلویزیونی که وی در آن‌ها نقش داشته‌است می‌توان به «تو یک تروریست هستی» اشاره نمود.